# Episodi de L'ispettore Derrick (diciassettesima stagione)
La diciassettesima stagione della serie televisiva L'ispettore Derrick, composta da 12 episodi, è stata trasmessa in Germania nel 1990 sul canale ZDF.
| nº Prima TV Germania | nº Produzione | nº Stagione x nº Episodio | Titolo originale            | Titolo italiano           | Prima TV Germania | Prima TV Italia  | Anno Produzione |
| -------------------- | ------------- | ------------------------- | --------------------------- | ------------------------- | ----------------- | ---------------- | --------------- |
| 183                  | 183           | 17x01                     | Kein Ende in Wohlgefallen   | Nessun lieto fine         | 5 gennaio 1990    | 25 febbraio 1991 | 1989            |
| 184                  | 184           | 17x02                     | Tödliches Patent            | Brevetto mortale          | 2 febbraio 1990   | 10 dicembre 1990 | 1989            |
| 185                  | 186           | 17x03                     | Judith                      | Judith                    | 9 marzo 1990      | 4 febbraio 1991  | 1989            |
| 186                  | 185           | 17x04                     | Tossners Ende               | La fine di Tossner        | 20 aprile 1990    | 10 febbraio 1992 | 1989            |
| 187                  | 187           | 17x05                     | Höllensturz                 | Caduta agli inferi        | 25 maggio 1990    | 3 febbraio 1992  | 1989            |
| 188                  | 188           | 17x06                     | Der Einzelgänger            | Il solitario              | 8 giugno 1990     | 13 gennaio 1992  | 1989            |
| 189                  | 189           | 17x07                     | Des Menschen Feind          | Studio dal vero           | 20 luglio 1990    | 6 aprile 1992    | 1990            |
| 190                  | 190           | 17x08                     | Tod am Waldrand             | Morte al limite del bosco | 17 agosto 1990    | 17 febbraio 1992 | 1990            |
| 191                  | 191           | 17x09                     | Abgrund der Gefühle         | Abisso dei sentimenti     | 14 settembre 1990 | 27 gennaio 1992  | 1990            |
| 192                  | 192           | 17x10                     | Der Augenblick der Wahrheit | Il momento della verità   | 12 ottobre 1990   | 9 marzo 1992     | 1990            |
| 193                  | 195           | 17x11                     | Beziehung abgebrochen       | Relazioni interrotte      | 9 novembre 1990   | 20 gennaio 1992  | 1990            |
| 194                  | 194           | 17x12                     | Solo für Vier               | Assolo per quattro        | 14 dicembre 1990  | 16 marzo 1992    | 1990            |

## Nessun lieto fine
- Titolo originale: Kein Ende in Wohlgefallen
- Diretto da: Theodor Grädler
- Scritto da: Herbert Reinecker
- Interpreti:[1] Horst Tappert - Stephan Derrick, Fritz Wepper - Harry Klein, Willy Schäfer - Willy Berger, Michael Roll - Ralf Kargus, Susanne Uhlen - Thea Grogau, Jürgen Heinrich - Udo Tessinger, Will Danin - Homburg, Dorl galuba - Hauser, Alexandra Beau - Lore Kargus, Eva Röder - Lores Nachbar, Éva Henger

### Trama
Lore Kargus, modella per un'agenzia fotografica, lascia un messaggio alla segreteria del fratello Ralf, assistente universitario di Lettere e Filosofia ad Augusta, nel quale dice di voler suicidarsi. Ralf parte immediatamente per Monaco, ma trova la sorella già morta. Thea Gorgau, una collega di Lore, si confida con Ralf dicendogli che la ragazza è stata violentata da due uomini molto importanti in una stanza dell'agenzia. Ralf lascia il lavoro da assistente universitario e vuole vendicarsi.

### Colonna sonora
- Kaoma, Lambada
- Tom Petty, A Mind With a Heart of Its Own
- Matia Bazar, Ti sento
- Don Henley, The End of the Innocence
- Santa Esmeralda, Don't Let Me Be Misunderstood

## Brevetto mortale
- Titolo originale: Tödliches Patent
- Diretto da: Horst Tappert
- Scritto da: Herbert Reinecker
- Interpreti:[2] Horst Tappert - Stephan Derrick, Fritz Wepper - Harry Klein, Willy Schäfer - Willy Berger, Brigitte Karner - Birgit Paulsen, Udo Vioff - Dottor Spiz, Peter Simonischek - Dottor Curtius, Peter Bongartz - Sebastian Dorn, Bernd Herzsprung - Roland Weck, Manfred Andrae - Presidente Consiglio Amministrazione, Karl Heinz Vosgerau - Kastrup, Christiane Hammacher, Paul Neuhaus, Hannes Kaetner

### Trama
Il Dottor Curtius, viene ucciso nell'archivio dell'Ufficio Brevetti. Stava esaminando un progetto riguardante i conduttori fotosensibili. Tre giorni prima di morire era stato avvicinato da un intermediario dell'industriale Kastrup, Sebastian Dorn, che voleva offrirgli una grossa somma di denaro affinché rilevasse i dettagli del nuovo progetto.

## Judith
- Titolo originale: Judith
- Diretto da: Zbyněk Brynych
- Scritto da: Herbert Reinecker
- Interpreti:[3] Horst Tappert - Stephan Derrick, Fritz Wepper - Harry Klein, Willy Schäfer - Willy Berger, Evelyn Opela - Judith Loska, Walter Renneisen - Biber, Klaus Herm - Professor Laux, Ilse Künkele - signora Soest, Peter Kuiper - Wirt, Uli Krohm

### Trama
Mentre Judith Loska, una pianista di fama internazionale, è a New York, in tournée internazionale, riceve una telefonata disperata dalla figlia ventenne Susanne. La ragazza dice alla madre Judith che vogliono ucciderla e tronca immediatamente la telefonata. Judith annulla immediatamente gli appuntamenti e prende il primo volo per Monaco. Ad attenderla c'è il Professor Laux, insegnante di Susanne, il quale comunica che la ragazza è morta di overdose in un lurido bagno in un locale malfamato. Judith, ormai determinata, vuole sapere la verità e, grazie all'aiuto di un cameriere, riesce ad arrivare al nome di Niewald. Nel frattempo Derrick e Klein hanno iniziato le indagini e consigliano la donna di non prendere iniziative avventate perché potrebbe essere pericoloso.

### Colonna sonora
- Eberhard Schoener, San Francisco Waitress

## La fine di Tossner
- Titolo originale: Tossners Ende
- Diretto da: Günter Gräwert
- Scritto da: Herbert Reinecker
- Interpreti:[4] Horst Tappert - Stephan Derrick, Fritz Wepper - Harry Klein, Willy Schäfer - Willy Berger, Walter Plathe - Ulrich Kraus, Gila von Weitershausen - Carola Tossner, Günter Gräwert - tossner, Gaby Dohm - Dottoressa Anita Rolffs, Thomas Fritsch - Albert Rolffs, Will Danin - Dickmann

### Trama
Ulrich Kraus, maestro di scuola elementare, si è rivolto alla psicoterapeuta Anita Rolffs perché sogna di uccidere Tossner, un immobiliare senza scrupoli che ha cacciato la famiglia di Hansi, un suo giovane allievo. Hansi si è suicidato, Kraus, presente al momento, ne ha fatto una questione personale. La dottoressa Rolffs parla del caso al fratello Albert, il quale va a riferirlo alla moglie di Tossner in cambio della sua assunzione in azienda.

## Caduta agli inferi
- Titolo originale: Höllensturz
- Diretto da: Theodor Grädler
- Scritto da: Herbert Reinecker
- Interpreti:[5] Horst Tappert - Stephan Derrick, Fritz Wepper - Harry Klein, Willy Schäfer - Willy Berger, Wolf Roth - Arnold Kiesing, Philipp Moog - Benno Sebald, Jeannine Burch - Kiwi Liebner, Hanno Pöschl - signor Liebner, Liane Hielscher - signora Rosen, Carin Christina Tietze, sorella di Benno, Peter Neusser - complece, Wilfried Klaus - padre di Benno, Michael Gahr - Albert Mallina

### Trama
Albert Mallina, uomo con precedenti per truffa e scasso, viene trovato morto nel suo appartamento dalla coinquilina. In quella mattina doveva accogliere un suo vecchio amico, Arnold Kiesing, alla stazione. Kiesing, ignaro della sorte di Mallina, è arrivato con il treno da Francoforte e affida la sua valigia a Benno Sebald, un giovane infermiere che aveva conosciuto durante il viaggio, per sfuggire a un controllo di polizia. Kiesing è un falsario e la valigia contiene una matrice per stampare denaro falso.

### Colonna sonora
- Phil Collins, Another Day In Paradise

## Il solitario
- Titolo originale: Der Einzelgänger
- Diretto da: Zbyněk Brynych
- Scritto da: Herbert Reinecker
- Interpreti:[6] Horst Tappert - Stephan Derrick, Fritz Wepper - Harry Klein, Willy Schäfer - Willy Berger, Heiner Lauterbach - Ingo, Walter Plathe - Roth, Ute Willing - Alina Malinkowa, Dirk Galuba - Sundermann, Claude-Oliver Rudoplph - Bollmann, Peter Bertram - Solinger, Katja Flink - Marion

### Trama
Ingo e Peter sono poliziotti sotto copertura che indagano su attività illecite in un bar malfamato. Peter viene assunto come camionista per trasportare rifiuti tossici in un luogo dove verranno sotterrati. Peter viene scoperto, ucciso con una pugnalata e abbandonato in una cava. Ingo inizia ad indagare, frequentando la sala biliardi dove Peter poteva aver conosciuto gli assassini. Intanto Derrick consiglia Ingo di non prendere iniziative in solitaria.

### Colonna sonora
- Sting & Dominic Muldowney, The Ballad Of Mac The Knife
- Frank Duval, Living My Way
- Bill Medley, Georgia On My Mind
- The Crusaders, The Thrill Is Gone
- Star Inc., Mammagamma
- Bruce Hornsby & The Range, Look Out Any Window
- Don Henley, New York Minute

## Studio dal vero
- Titolo originale: Des Menschen Feind
- Diretto da: Günter Gräwert
- Scritto da: Herbert Reinecker
- Interpreti:[7] Horst Tappert - Stephan Derrick, Fritz Wepper - Harry Klein, Willy Schäfer - Willy Berger, Ruth-Maria Kubitschek - Lotte Wegener, Günter Mack - signor Wegener, Cornelia Froboess - Lissy Stein, Peter Sattmann - Harold Kubeck, Otto Bolesch - Wessel, Lisa Kreuzer- Schiska, Karl Renar - Arthur Schabrosfki, Bruno Walter Pantel

### Trama
Elizabeth "Lissy" Stein, una clochard, viene trovata strangolata alla stazione dei treni. Alcuni testimoni riferiscono che, poco prima di morire, Lissy riceveva del denaro da Lotte Wegener, una star del cinema al tramonto. Lotte Wegener frequentava Lissy perché doveva interpretare la parte di una barbona in un film diretto dal regista Harold Kubeck.

## Morte al limite del bosco
- Titolo originale: Tod am Waldrand
- Diretto da: Wolfgang Becker
- Scritto da: Herbert Reinecker
- Interpreti:[8] Horst Tappert - Stephan Derrick, Fritz Wepper - Harry Klein, Willy Schäfer - Willy Berger, Traugott Buhre - Anton Fischer, Stefan Reck - Robert Fischer, Rufus Beck - Manfred Georg, Gisela Zülch - Margarete Fischer, Volker Brandt - Erich Fries, Gracia-Maria Kuas - Olga Fries, Mia Martin - Hetti Roon, Horst Sachtleben - padre di Hetti Roon, Kornelia Boje - madre di Hetti Roon, Toni Berger - Eduard Senger, Toni Netzle - signora Senger, Ferdinand Dux, Carin Christina Tietze, Éva Henger

### Trama
Mentre Derrick è all'ospedale per problemi di pressione arteriosa, Klein e Berger devono risolvere il caso dell'omicidio di Hetti Roon che, di ritorno in bicicletta dalla scuola di ballo, è stata uccisa ai margini di una strada di bosco in piena notte. Primo indiziato è Manfred Georg, un giovane con ritardo mentale, il quale adora andare in bicicletta nel bosco a contatto con gli animali. Nel frattempo Anton Fischer, un ricco industriale, tenta di trovare un alibi al figlio Robert, ex fidanzato di Hetti. Quella sera Robert aveva telefonato Erich Fries, titolare della scuola di ballo, per andare a prendere Hetti in auto. La ragazza però non voleva più saperne.

### Colonna sonora
- Pink Floyd, Careful with That Axe, Eugene
- Pink Floyd, Wish You Were Here

## Abisso nei sentimenti
- Titolo originale: Abgrund der Gefühle
- Diretto da: Horst Tappert
- Scritto da: Herbert Reinecker
- Interpreti:[9] Horst Tappert - Stephan Derrick, Fritz Wepper - Harry Klein, Willy Schäfer - Willy Berger, Christian Kohlund - Dottor Schöne, Christoph Eichhorn - Erich Heller, Christian Berkel - Albert Lussmann, Edgar Walther - signor Joksch, Peter von Strombeck - Arthur Lickmann, Edith Behleit - signora Joksch, Carolin Fink - Ina Straub, Michael Diekmann, Bruno Walter Pantel, Carina Christina Tietze

### Trama
Arthur Lickmann, un cameriere, viene strangolato appena finito il suo turno di lavoro, poco distante dal ristorante in cui lavora. Sul posto accorre un medico, il Dottor Schöne, che constata la morte. Schöne chiede a Derrick e Klein di sapere se ci sono nuovi sviluppi sulla vicenda. Derrick convoca Erich Heller, il quale aveva lasciato un messaggio telefonico poco prima che Lickmann morisse.

## Il momento della verità
- Titolo originale: Der Augenblick der Wahrheit
- Diretto da: Alfred Weidenmann
- Scritto da: Herbert Reinecker
- Interpreti:[10] Horst Tappert - Stephan Derrick, Fritz Wepper - Harry Klein, Willy Schäfer - Willy Berger, Jochen Horst - Kurt Schenk, Walter Renneisen - Arno Hauk, Heike Faber - Katharina Busse, Charles Brauer - Georg Busse, Matthias Fuchs - Albert Kremer, Elisabeth Endriss - Lisbeth Hunold, Josef Fröhlich - Udo Hunold

### Trama
Rimasti senza soldi Arno e Kurt organizzano una rapina in banca che prevede il sequestro di due funzionari per ottenere le chiavi della cassaforte. Con loro si portano Kati, la ragazza di Kurt. Il sequestro del primo funzionario, Albert Kremer, va a buon fine. Si recano nella palazzina dove abita l'altro funzionario, Udo Hunold. Intanto Kari si allontana e scappa. Mentre i due rapinatori stano salendo, un giovane scende dalle scale e, vedendoli, oppone resistenza. Arno spara al giovane che muore subito dopo. Il giorno dopo Derrick riceve la telefonata da Georg Busse, un collega di Hannover conosciuto durante un seminario, che gli chiede di andare a trovare la figlia Katharina, studentessa di Belle Arti, che vive insieme a Kurt Schenk, un pregiudicato.

## Relazioni interrotte
- Titolo originale: Beziehung abgebrochen
- Diretto da: Zbyněk Brynych
- Scritto da: Herbert Reinecker
- Interpreti:[11] Horst Tappert - Stephan Derrick, Fritz Wepper - Harry Klein, Willy Schäfer - Willy Berger, Michael Heltau - Professor Reichel, Evelyn Opela - Ilona Reichel, Stefan Reck - Harald Bessemer, Jessica Kosmalla - signora Bessmer, Thomas Kretschmann - Eberhard Kraus, Dirk Galuba - Dottor Steinitz, Gert Burkard, Sepp Wäsche

### Trama
Ilona Reichel è diventata l'amante di Eberhard Kraus, un allievo di suo marito, un professore universitario di filosofia. Kraus viene poi ucciso all'ingresso del suo appartamento con un colpo di pistola. Ilona sospetta del marito quando questi le dà un foglio con scritto i nomi dei suoi tre amanti: Kraus, Steinitz e Kraweck.

## Assolo per quattro
- Titolo originale: Solo für Vier
- Diretto da: Franz Peter Wirth
- Scritto da: Herbert Reinecker
- Interpreti:[12] Horst Tappert - Stephan Derrick, Fritz Wepper - Harry Klein, Willy Schäfer - Willy Berger, Carl Raddatz - Josef Steckel, Peter Pasetti - Carlo Larossa, Klaus Herm - Alfons Koppel, Gisela Uhlen - Irma Lanuch, Eva Maria Bauer - signora Puschka, Philipp Moog - Hellwege, Ralph Herforth - Kessler, Michael Diekmann - Steiner, Nikolas Lansky - Emil

### Trama
Un gruppo di quattro anziani, molto affiatati tra di loro, vivono in una modesta casa di riposo. Sono Josef Steckel, un ex poliziotto, Carlo Larossa, un ex attore, un molto famoso, Alfons Koppel, un ragioniere in pensione e Irma Lanuch, ex prima ballerina. Siccome sono a corto di soldi, i quattro anziani progettano un furto presso la ditta Hellwege, dove lavorava Koppel fino a tre anni prima. Infatti Koppel è a conoscenza della presenza di una cassaforte di antica manifattura, che è molto facile da distruggere. Inoltre Koppel ha a sua disposizione ancora le chiavi della ditta. Vengono incaricati alcuni malviventi ad eseguire materialmente il colpo e poi spartirsi il bottino, ma i ladri vengono sorpresi da Puschka, guardia della ditta, che viene ucciso.